# Moczydło (województwo podlaskie)
Moczydło – dawniej folwark, obecnie uroczysko (Łąka) w Polsce, położone w województwie podlaskim, w powiecie łomżyńskim, w gminie Łomża.

## Historia
W latach 1921–1939 folwark leżał w województwie białostockim, w powiecie łomżyńskim, w gminie Kupiski.
Według Powszechnego Spisu Ludności z 1921 roku folwark zamieszkiwało 12 osób w 1 budynku mieszkalnym. Miejscowość należała do parafii rzymskokatolickiej i ewangelickiej w Łomży. Podlegała pod Sąd Grodzki i Okręgowy w Łomży; właściwy urząd pocztowy mieścił się w Łomży.
W wyniku napaści ZSRR na Polskę we wrześniu 1939 miejscowość znalazła się pod okupacją sowiecką. Od czerwca 1941 roku pod okupacją niemiecką. Od 22 lipca 1941 do 1945 włączona w skład Landkreis Lomscha, Bezirk Bialystok III Rzeszy.